# David Sarnoff

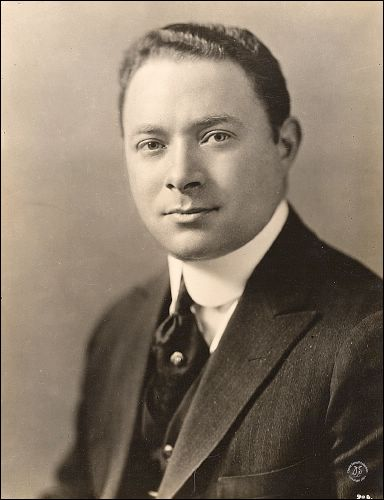
David Sarnoff (1922)

David Sarnoff (belarussisch Даві́д Сарно́ў, russisch Дави́д Сарно́в; * 27. Februar 1891 in Uzlyany; † 12. Dezember 1971) war ein US-amerikanischer Unternehmer und Pionier des kommerziellen Rundfunks. Er gründete die National Broadcasting Company (NBC) und leitete jahrzehntelang die Radio Corporation of America (RCA).
Das „Sarnoff-Gesetz“ besagt, dass der Wert einer Rundfunkanstalt sich proportional zur Zahl der Zuschauer entwickelt.

## Leben
David Sarnoff wanderte mit Eltern und Geschwistern von Weißrussland in die Vereinigten Staaten aus. In New York arbeitete er zunächst als Botenjunge für eine Telegraphen-Firma, doch als diese ihm verweigerte, unbezahlten Urlaub für Rosch ha-Schana zu nehmen, wechselte Sarnoff im September 1906 zu Marconi.
Dort machte Sarnoff Karriere. Er studierte Technik und Geschäftsmodelle der elektronischen Kommunikation sowohl im Arbeitsalltag als auch in Bibliotheken. Sarnoff arbeitete auch in Marconi-Stationen auf Schiffen und auf Nantucket. In der New Yorker Filiale des Kaufhauses Wanamaker übertrug Sarnoff Musik mit einem Sender von Henry Joseph Round.
Nach dieser Vorführung schlug er dem AT&T-Vorsitzenden Edward J. Nally 1915 oder 1916 vor, eine „Radio Music Box“ für den „Amateur“-Markt zu entwickeln. Als die General Electric Company American Marconi übernahm und zur Radio Corporation of America umwandelte, half Sarnoff bei der Übertragung des Schwergewichts-Boxkampfes zwischen Jack Dempsey und Georges Carpentier im Juli 1921. Etwa 300.000 Zuhörer verfolgten den Kampf im Radio, und die Nachfrage nach Radio-Empfängern für zuhause wuchs.
1930 wurde Sarnoff Präsident der RCA. Bei der 1939 New York World’s Fair führte Sarnoff die erste regelmäßige Fernsehsendung ein. Anfang der 1950er Jahre setzte Sarnoff das Farbfernseh-System von NBC gegen das der Konkurrenz CBS durch.

## Familie
Am 4. Juli 1917 heiratete Sarnoff die Nachbarstochter Lizette Hermant, Tochter französischer Einwanderer, die sich ebenfalls in der Bronx niedergelassen hatten. Die Ehe hielt 54 Jahre, bis zu seinem Tod. Ihr entstammen drei Söhne: Robert W. Sarnoff, Edward Sarnoff und Thomas W. Sarnoff. Robert beerbte seinen Vater 1971 als RCA-Vorsitzender; der jüngste Sohn, Thomas, wurde Vorsitzender von NBC West Coast.
Sein Cousin Eugene Lyons schrieb eine Biografie über Sarnoff.

## Sarnoff-Gesetz
Entstehung
Im Jahre 1920 erstellte der inzwischen bei RCA tätige Sarnoff einen Bericht, in welchem er die Massenproduktion eines Radioapparates als „Radio Music Box“ vorschlug, dem er eine hohe Nachfrage voraussagte. Die hohe Nachfrage wiederum wirke sich positiv auf den Unternehmenswert aus. Der Unternehmenswert einer Rundfunkanstalt entwickele sich proportional zur Zahl der Rundfunkteilnehmer. Diese als Sarnoff-Gesetz bezeichnete Beobachtung geht also davon aus, dass der Nutzwert von Netzwerken linear mit der Anzahl der Nutzer steigen kann. Da Rundfunk eine einseitige Kommunikation ermöglicht (vom Sender an viele Rundfunkempfänger; englisch one-to-many) ergibt sich ein Nutzwert.
Wissenschaftliche Einordnung
Das Sarnoff-Gesetz gehört zur Netzwerkökonomie und ist das erste einer Vielzahl empirischer Gesetzmäßigkeiten.
Geht man von Benutzern {\displaystyle N} eines Netzwerks aus, so wird sein Wachstum – je nach dem zugrunde gelegten Gesetz – zwischen einem Benutzer ({\displaystyle N=1}) und sechs Benutzern {\displaystyle N=6} zu folgenden Wertentwicklungen führen:
| Gesetz               | Wert ({\displaystyle N} Teilnehmer) | 1 | 2           | 3           | 4           | 5           | 6           | Beispiele                     |
| -------------------- | ----------------------------------- | - | ----------- | ----------- | ----------- | ----------- | ----------- | ----------------------------- |
| Sarnoff-Gesetz       | N                                   | 1 | 2           | 3           | 4           | 5           | 6           | Radio, Fernsehen              |
| Metcalfesches Gesetz | N2                                  | 1 | 4           | 9           | 16          | 25          | 36          | Telefonnetz, E-mail           |
| Reedsches Gesetz     | 2N – N – 1                          | 0 | 1           | 4           | 11          | 26          | 57          | soziale Netzwerke, Chat-Foren |
| n*log(n)             | n*log(n)                            | 0 | 0,602059991 | 1,431363764 | 2,408239965 | 3,494850022 | 4,668907502 |                               |

Das Metcalfesche und das Reedsche Gesetz betreffen Netzwerke, in denen jeder mit jedem kommunizieren kann (englisch many-to-many).

## Preise und Auszeichnungen
- 1951: Ritter vom Lorraine-Kreuz[1]
- 1951: Companion of the Resistance[1]
- 1975: Junior Achievement U.S. Business Hall of Fame
- 1977: National Association of Broadcasters Hall of Fame[8]
- 1989 (postum): Radio Hall of Fame[3]

Nach Sarnoff sind die Sarnoff Mountains benannt, ein Gebirge in der Antarktis.